# Givi Onashvili
Givi Onashvili (in georgiano გივი ონაშვილი?, in russo Гиви Иванович Онашвили?, Givi Ivanovič Onašvili; Patardzeuli, 27 luglio 1947) è un ex judoka sovietico. Vinse la medaglia di bronzo ai Giochi olimpici di Monaco 1972 nella categoria +93 kg. Tra gli altri successi, ci sono anche una medaglia di bronzo ai campionati mondiali e due medaglie d'oro europee individuali.

## Palmarès
Olimpiadi
- 1 medaglia:
  - 1 bronzo (+93 kg a Monaco 1972)

Mondiali
- 1 medaglia:
  - 1 bronzo (+93 kg a Città del Messico 1969)

Europei
- 12 medaglie:
  - 3 ori (a squadre a Berlino Est 1970, +93 kg a Londra 1974, open a Lione 1975)
  - 3 argenti (+93 kg a Ostenda 1969, +93 kg a Voorburg 1972, +93 kg a Kiev 1976)
  - 1 bronzo (+93 kg a Göteborg 1971)